# Kira Jarmysj
Kira Aleksandrovna Jarmysj (ryska: Ки́ра Алекса́ндровна Я́рмыш), född 11 oktober 1989 i Rostov-na-Donu i Ryssland, är en rysk författare. 2020 gavs hennes roman "Otroliga incidenter i kvinnocell nr 3" ut. 2022 hade boken getts ut på minst ett ytterligare språk.
Hon är pressekreterare åt den ryske oppositionspolitikern Aleksej Navalnyj.

## Tidigt liv
Jarmysj föddes i Rostov-na-Donu 1989. 2007 började hon studera vid fakulteten för internationell journalistik vid Moskvas statliga institut för internationella relationer (MGIMO). Efter examen arbetade hon med kommunikation vid Pusjkinmuseet i Moskva. Hon har också arbetat för flygbolaget Utair.

## Politisk karriär
2013 deltog hon i Alexei Navalnys valkampanj, när försökte bli vald till borgmästare i Moskva. I augusti 2014 blev hon Navalnyjs pressekreterare, liksom för hans organisation mot korruption.
I februari 2018 arresterades Jarmysj under fem dagar för en retweet som ställde en annan kandidat i dålig dager, under ryska presidentvalet 2018. I maj samma år arresterades hon i 25 dagar för inlägg på twitter i stil med att "Vladimir Putin inte är vår tsar" innan hans presidentinvigning.
I januari 2021 arresterades hon återigen av ryska myndigheter tillsammans med Navalnyjs medarbetare Ljubov Sobol, under kampanjer till stöd för Navalnyj. Hon fick ytterligare 9 dagar i fängelse för att ha anordnat offentliga sammankomster utan att informera myndigheterna på förhand. 1 februari 2021 sattes hon under husarrest.